# Heliconius aurelia
Heliconius aurelia är en fjärilsart som beskrevs av Heinrich Neustetter 1926. Heliconius aurelia ingår i släktet Heliconius och familjen praktfjärilar. Inga underarter finns listade i Catalogue of Life.